# Kosterreglen
Kosterreglen er en måleregel for de svenske spidsgattede sejlbåde kaldet Kosterbåde efter Kosterøerne på Sveriges nordlige vestkyst. De oprindelige fiskerbåde blev i 1930 beskrevet i henhold til en regel for sejlbåde efter Kosterregelen som grundlag for den efterfølgende bygning af spidsgattede fritidsbåde.
Initiativet til at vedtage Kosterregelen er i høj grad bådkonstruktør Arvid Laurins engagement. Alle hans konstruktioner er også fastholdt i det stramme traditionelle rammeværk af Kosterreglen med den undtagelse, at der blev givet dispensation for det såkaldte hvaldæk, som er hans kendetegn.
Her gengives Kosterreglen, som den kan findes på Svenska Kosterförbundets hjemmeside (oversat til dansk): "I samarbejde med Nisse Dunér fra SS Fram, kan vi her gengive "Koster Reglen:"
- Kosterbåden er en spidsgatter. Dvs. at hækken er skarp eller rundet med et udvendigt hængslet ror
- Stævnen skal være lige eller vinklet med maksimalt 60 grader
- Konstruktionen af trækølen, stævnen, hækken, spanterne etc. skal være stærkt bygget
- Ballastkølen skal være af jern og løbe i næsten hele trækølens længde
- Undervandsskrogets linjer skal være lige eller moderat konvekse (ikke konkave)
- Mastens længde må ikke overstige 3 gange længden af bommen

Der tillades kun få undtagelser for reglerne ovenfor f.eks. L38, som ikke overholder regel nummer 5 og nogle få både med blykøle (Regel nummer 4).
På den anden side er reglen også blevet skærpet ved kun at give dispensation til Laurins kosterbåde, designet med et “hvaldæk”.
Disse undtagelser tillades, da disse både på anden måde følger Arvid Laurins fortolkning af kosterbåden og derfor synes at være naturlige “medlemmer af familien.”
Dette skal dog ikke opfattes som et forsøg på at diskutere Koster Reglens validitet!"
Selvom bådtypen spidsgatter helt korrekt betegnes som en "spetsgatter" på svensk, så kaldes den en "Kosterbåt" i folkemunde[kilde mangler].